# Lukáš Ondrek
Lukáš Ondrek (* 11. ledna 1993) je slovenský fotbalový obránce aktuálně působící v klubu MFK Ružomberok.

## Klubová kariéra
Profesionální kariéru začal v MFK Ružomberok v roce 2011.
Od února do června 2014 hostoval v druholigovém týmu MŠK Rimavská Sobota.

## Reprezentační kariéra
Ondrek reprezentoval Slovensko v mládežnckých kategoriích U15 a U16.